# Saku (Estonsko)
Saku (německy Sack) je městečko v estonském kraji Harjumaa, samosprávně patřící do obce Saku, jejímž je administrativním centrem.
Saku je největším estonským městečkem podle počtu obyvatel.
Saku je známo především díky svému pivovaru.